# Astragalus sempervirens
Astragalus sempervirens är en ärtväxtart som beskrevs av Jean-Baptiste de Lamarck. Astragalus sempervirens ingår i släktet vedlar, och familjen ärtväxter.

## Underarter
Arten delas in i följande underarter:
- A. s. giennensis
- A. s. muticus
- A. s. nevadensis
- A. s. sempervirens

## Bildgalleri

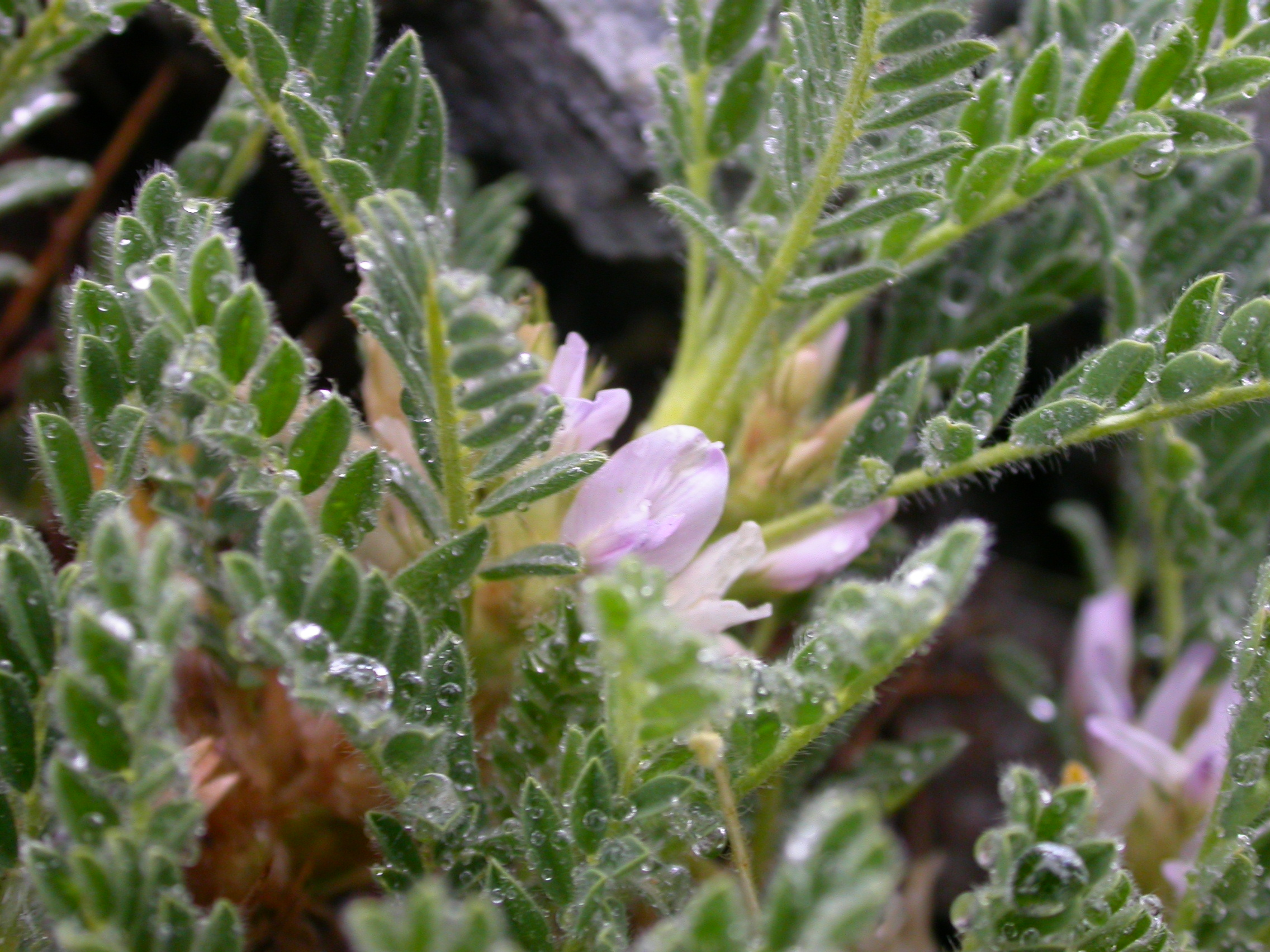
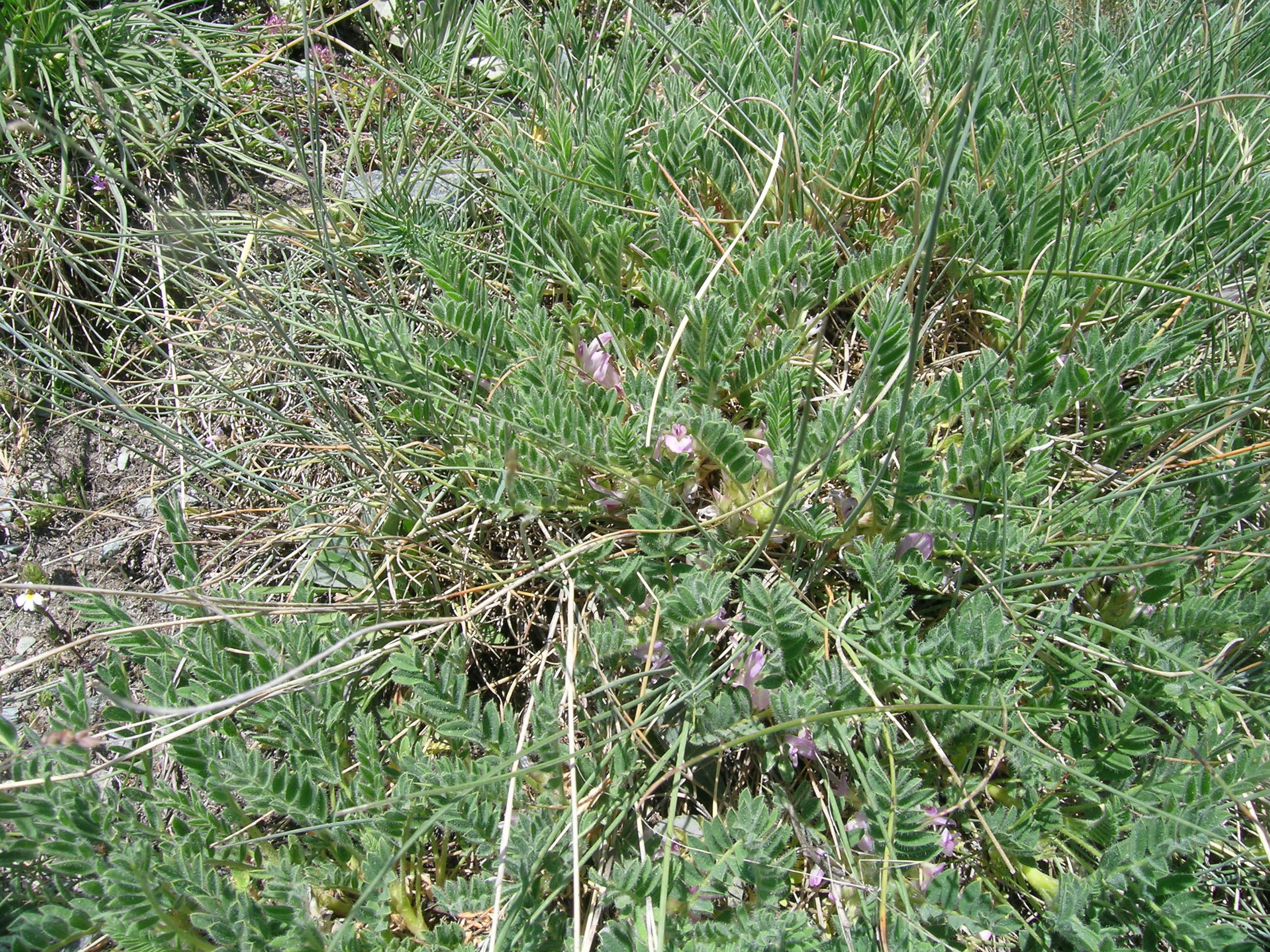
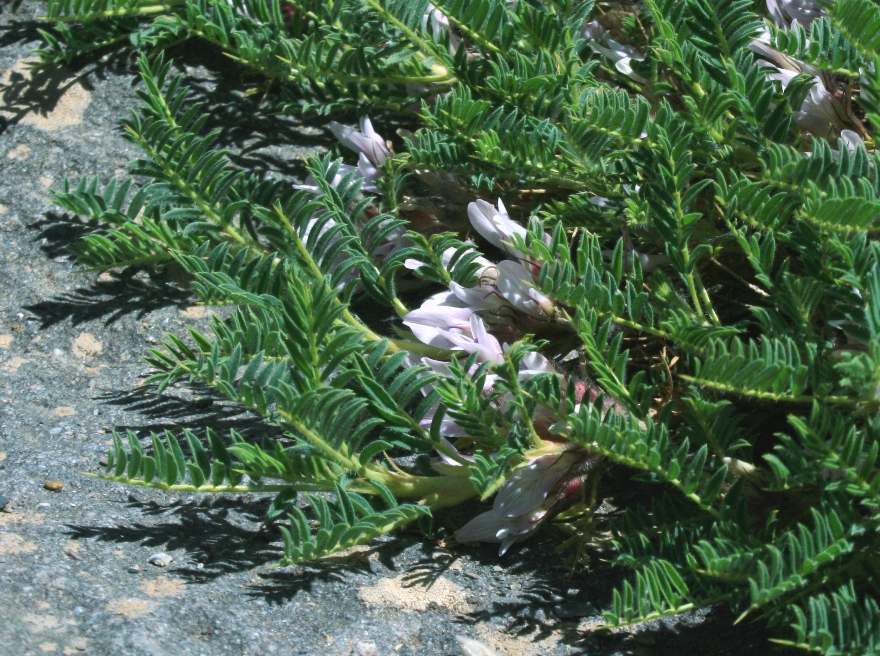
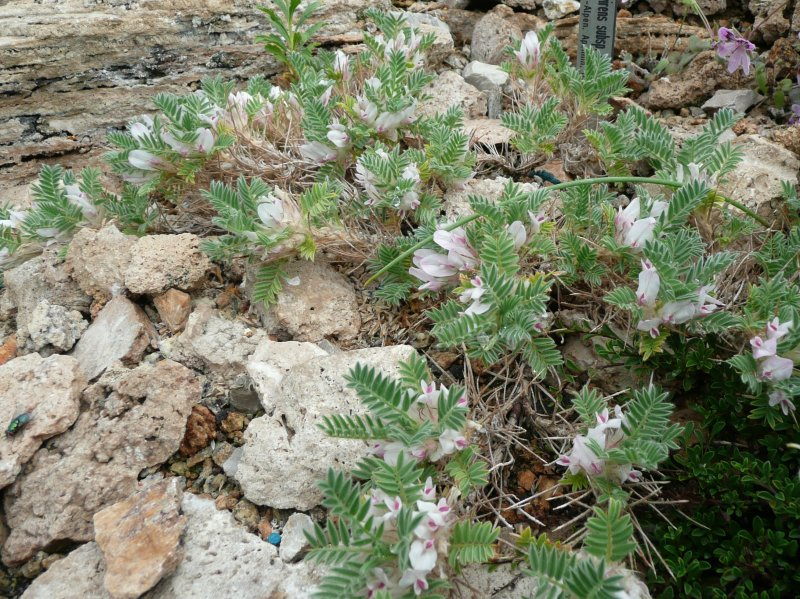